# Faruku Miya
Faruku Miya (ur. 26 listopada 1997 w Bulo) – ugandyjski piłkarz występujący na pozycji ofensywnego pomocnika w tureckim klubie Çaykur Rizespor.
W reprezentacji Ugandy zadebiutował 11 lipca 2014 w wygranym 1:0 meczu towarzyskim z Seszelami. W 24. minucie spotkania strzelił gola. Selekcjoner Milutin Sredojević powołał go na Puchar Narodów Afryki 2017.